# Carpocapse des pommes et des poires
Cydia pomonella
Pour les articles homonymes, voir Carpocapse.
Espèce
Le carpocapse des pommes et des poires (Cydia pomonella) est un insecte de l'ordre des lépidoptères, de la famille des tortricidés, dont la larve se développe à l'intérieur des fruits. Le carpocapse s'attaque aussi aux coings.

## Synonymes
Selon Catalogue of Life (27 mai 2014) :
- Carpocapsa putaminana Staudinger, 1859 ;
- Carpocapsa simpsoni Busck, 1903 ;
- Phalaena aeneana Villers, 1789 ;
- Pyralis pomana Fabricius, 1775.

## Description
L'insecte adulte est un papillon de 18 mm environ d'envergure dont les ailes antérieures sont grisâtres, avec aux extrémités une large tache brune bordée de lignes dorées. Les ailes postérieures, uniformément brunes, ont les bords ciliés. La tête porte deux antennes filiformes étalées.
La larve est une chenille de 1,8 mm de long (jeune) à 15 mm environ avant diapause, au corps rose pâle et à tête brun foncé.

## Biologie

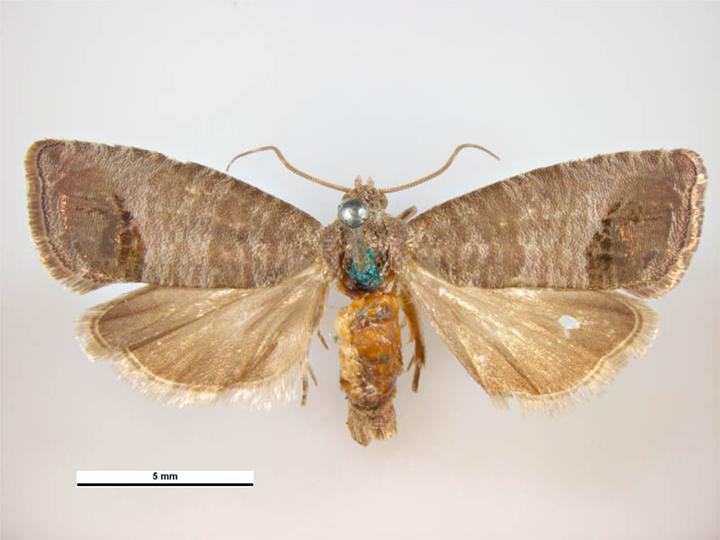
Femelle
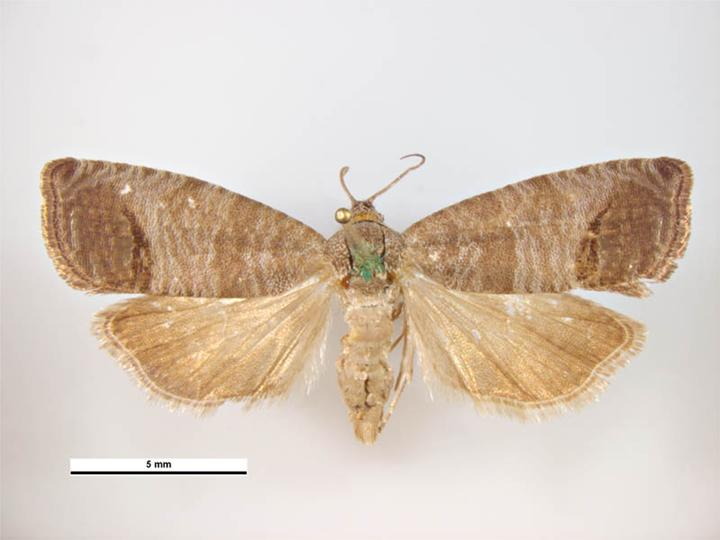
Mâle
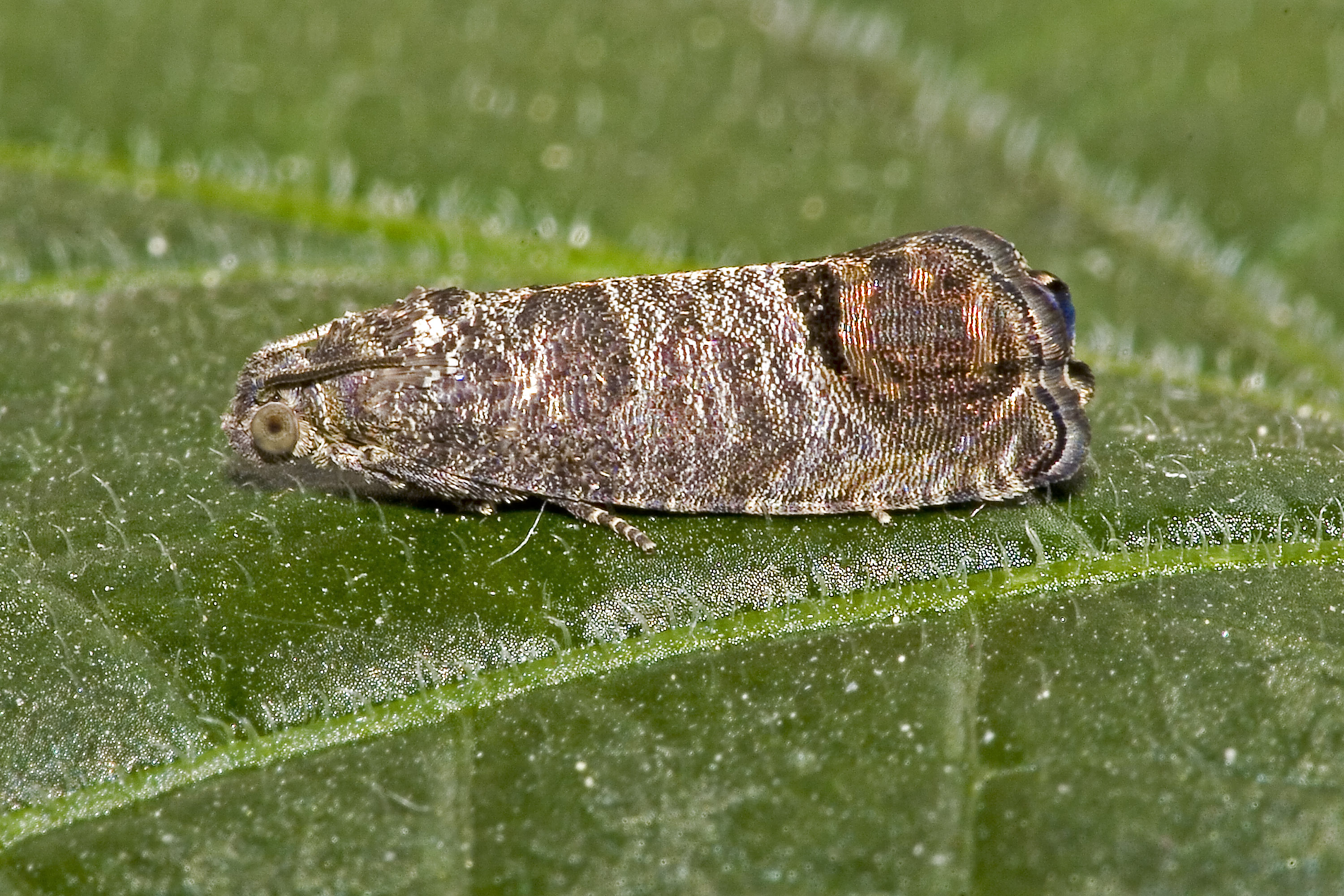
Adulte
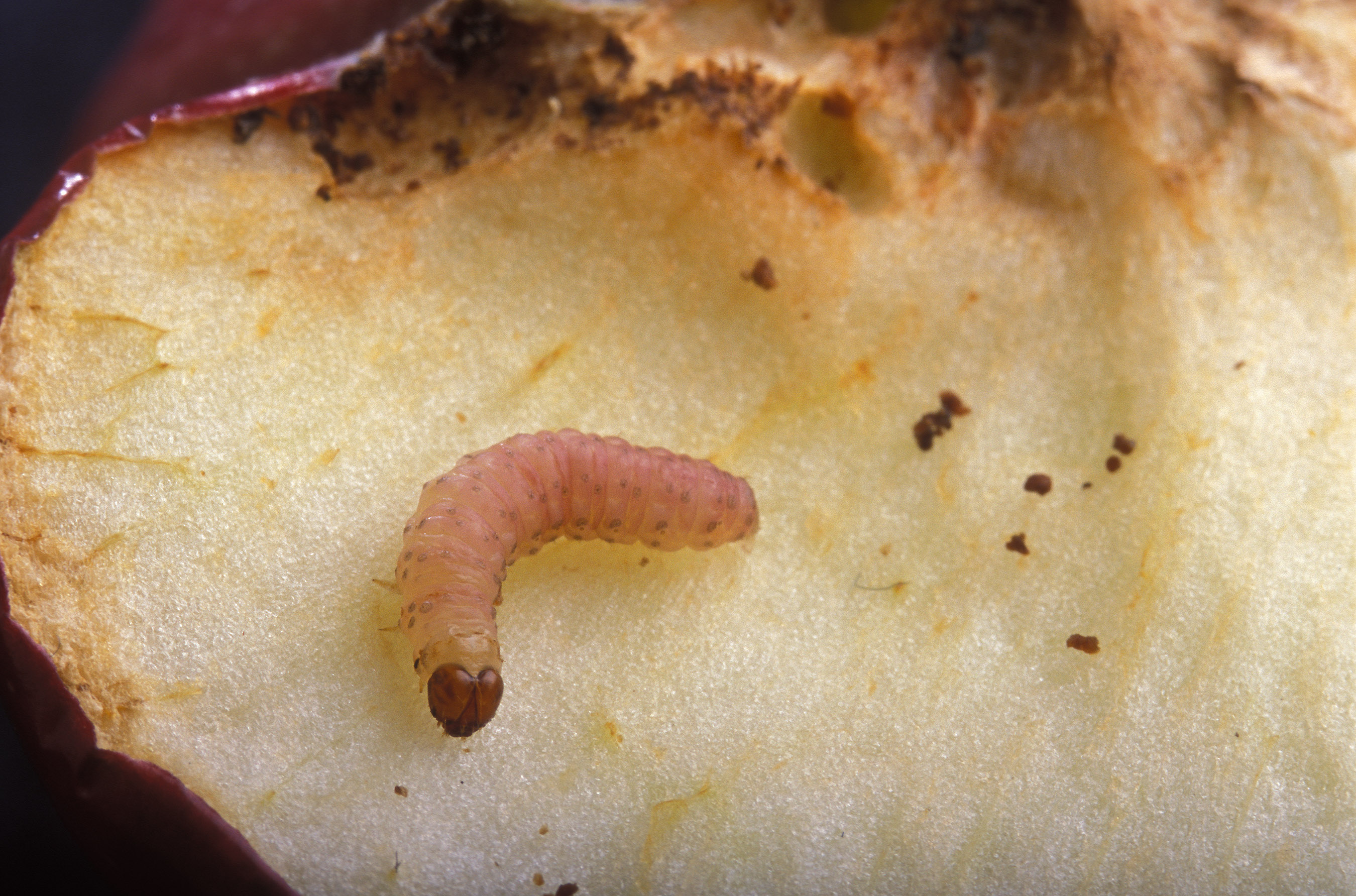
Chenille
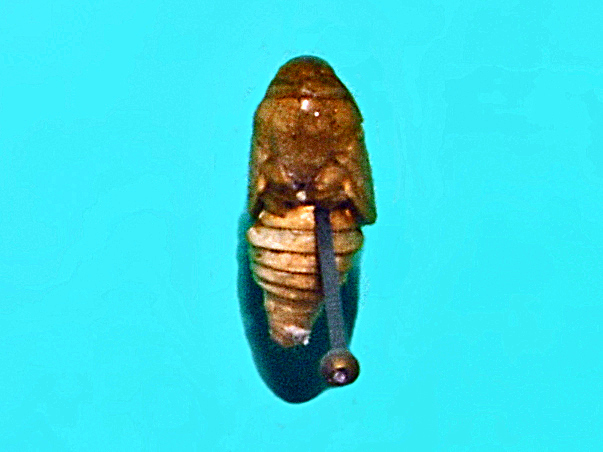
Chrysalide

Le carpocapse des pommes est un papillon de la famille des tordeuses. D'assez petite taille, 15 à 22 mm. Il décolle au crépuscule quand la température atteint 16 °C (mai à septembre) et pond sur les feuilles, les tiges ou l'œil des fleurs fécondées. La larve pénètre souvent dans le fruit par l'œil mais pas toujours. La première génération n'est pas la plus dangereuse. La deuxième génération apparaît en août. Les femelles pondent sur les fruits sains et la chenille pénètre par un point quelconque. Elle affectionne particulièrement les pépins. Le trou de sortie de la larve se remarque par l'accumulation de déjections.
À maturité, elle quitte sa plante hôte. Soit elle rejoint le sol et se cache dans quelque trou, soit elle reste sur l'arbre et se réfugie dans une anfractuosité de l'écorce, et dans les deux cas, elle se nymphose dans un cocon blanchâtre pour attendre le printemps suivant.

## Plantes-hôtes
Les plantes-hôtes sont le plus souvent des rosacées : (pommier, poirier, abricotier, cognassier, parfois pêcher et prunier), mais aussi le noyer (famille des juglandacées).
Certaines variétés, comme le pommier Bouscasse de Bres ou Anis basque précoce-Anixa sont réputées pour leur résistance au carpocapse.

## Moyens de lutte
Il existe plusieurs moyens de lutte contre ce ravageur. Parmi ceux-ci, voici les méthodes les plus efficaces :
Note : Ne pas perdre de vue que l'application continue d'un même moyen de lutte, sur plusieurs années de suite, peut entrainer une sélection artificielle des sujets les plus résistants. Celle-ci mènerait à une insensibilité et donc à l'inefficacité de ce moyen de lutte. Ne pas hésiter à alterner les moyens à disposition pour contrer une potentielle habituation de l’espèce.

### Lutte contre les larves
La lutte contre le carpocarpse se fait aussi à l'automne et durant l'hiver : il est important de nettoyer le sol autour des arbres. Il est très utile de brûler au chalumeau le sol sur 1,5 à 2 mètres. Il est aussi très utile de chauler les arbres ce qui détruit les larves. Il convient aussi de ramasser tous les fruits tombés et de les retirer du pied de l'arbre. En pratique, les brûler. 

### Les insecticides
L'utilisation d'insecticide biologique comme la Carpovirusine ou le Madex (préparation à base de virus de la granulose) permet de protéger efficacement les vergers s'ils sont pulvérisés au bon moment. Lorsque la larve ingère le virus, elle arrête de s'alimenter et meurt rapidement, liquéfiée. C'est l'un des seuls traitements disponibles en agriculture biologique, mais entre 10 et 15% des vergers en conventionnel utilisent également des traitements à base de Carpovirusine. 
Il existe également des préparations à base de bactéries dites « bactéries Bt » (de l'espèce Bacillus thuringiensis), dont la protéine Cry est mortelle par ingestion pour de nombreux insectes.

### Les bandes
Il est possible d'installer des bandes pièges (carton ondulé) d'une vingtaine de centimètres de large sur les troncs et les branches (grosses branches charpentières) des pommiers. Ces bandes capturent les larves de carpocapses qui cherchent un abri pour se métamorphoser. Il faut installer les bandes dès le mois de mai et les ouvrir régulièrement pendant l'été (juin, juillet, août) pour tuer les larves qui s'y sont cachées. Attention, ces bandes cartonnées servent également d'abris pour des insectes (perce-oreille, punaise de la famille des Miridae) et des araignées auxiliaires utiles qui consomment les œufs et larves de carpocapse dans le feuillage. Il ne faut donc pas brûler les bandes cartonnées, mais faire tomber les auxiliaires et larves en secouant la bande au-dessus d'un saladier afin de laisser les auxiliaires recoloniser le pommier et tuer les larves de carpocapse.

### Phéromones

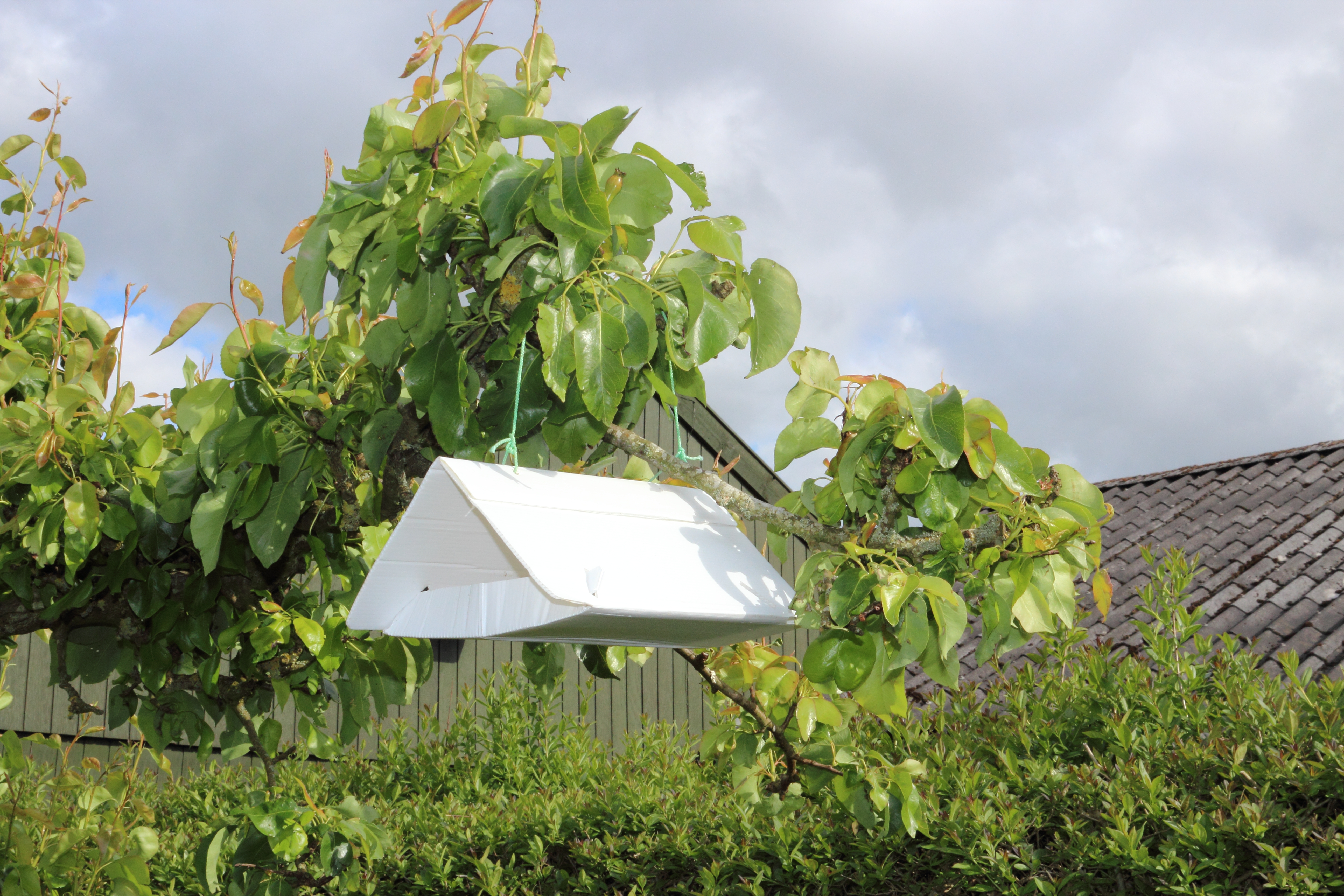

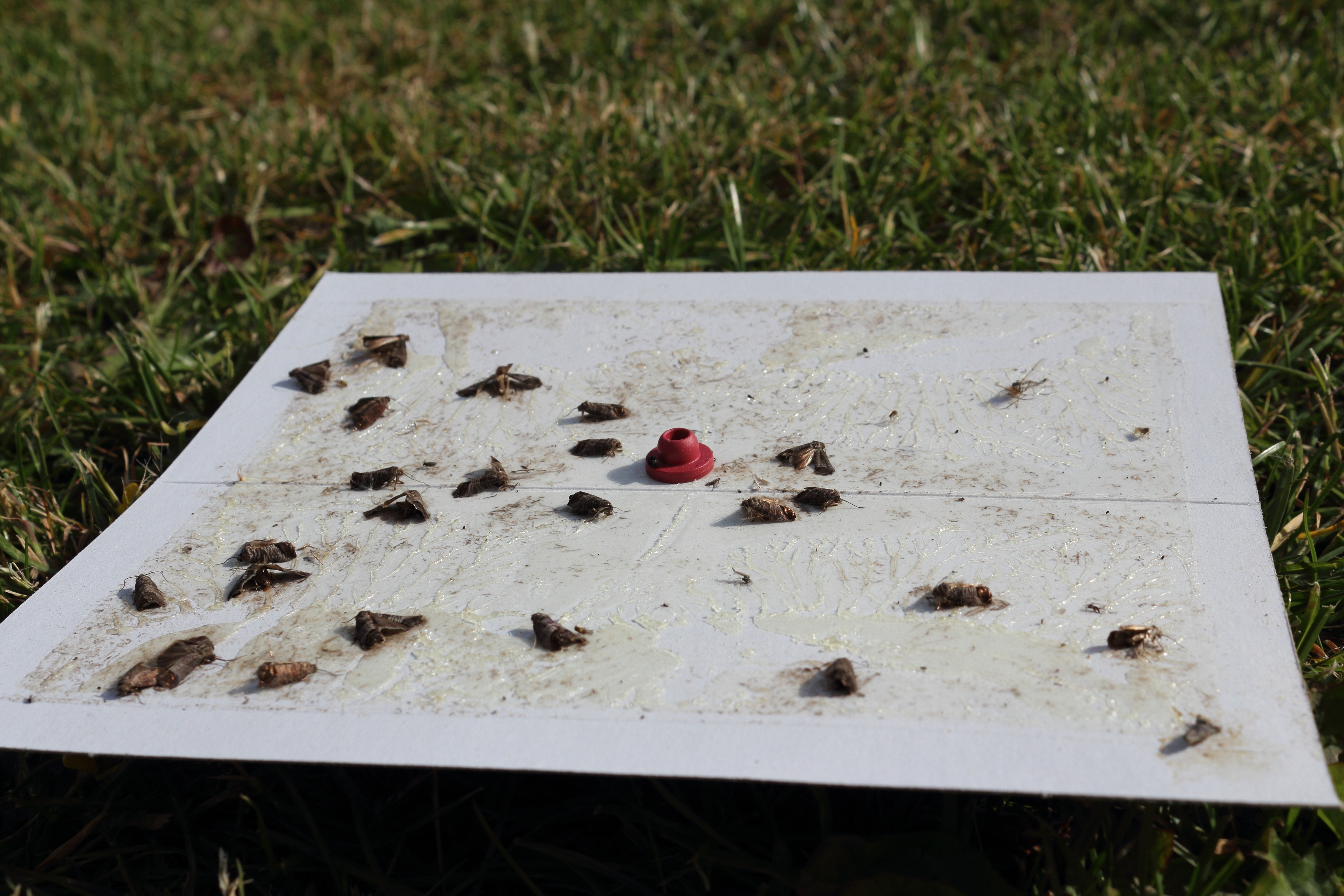
Piège à phéromones

Les pièges à phéromones disponibles dans le commerce attirent les carpocapses mâles sur des plaques engluées. Ces pièges peuvent être utilisés pour limiter la population de papillons présente dans le verger. Il est conseillé de coupler l'installation de ces pièges avec un autre moyen de lutte, comme les bandes pièges par exemple. Les phéromones peuvent également agir par confusion sexuelle, et être pulvérisées comme un insecticide classique (mais sans les inconvénients pour l'environnement de ces insecticides), comme le permet par exemple les produits de M2i Life Sciences.
Dans le même genre de lutte, il existe des diffuseurs d'hormones (ECOPOM, Isomate OFM ou Ginko). C'est un moyen de lutte biologique destiné aux professionnels puisque son efficacité repose sur le nombre de diffuseurs posés par rapport à une surface (on parle de 400 à 1 000 diffuseurs/hectare). Les diffuseurs ressemblent à des fils de fer de petite taille recouverts de plastique imprégné d'hormone sexuelle femelle des carpocapses. Placée dans les arbres, la phéromone se diffuse dans l'air, désorientant les mâles qui s'épuisent à trouver les femelles. En grande majorité, les mâles meurent avant d'avoir pu s'accoupler et féconder les femelles.

### Diffusion d'insectes stériles
Le « Programme de la libération intentionnelle d'insectes stériles » (Sterile Insect Release (SIR) Program) a encouragé l'expansion de la production de pommes biologiques en contrôlant avec succès les populations du carpocapse de la pomme dans les principales régions de culture de la pomme en Colombie-Britannique.

### Installation de prédateurs
Enfin, la pose de nichoirs pour favoriser la présence d'oiseaux insectivores dans le verger permet de réduire les populations de carpocapses. Parmi les espèces à favoriser, on trouve la mésange bleue et la mésange charbonnière, mais également la plupart des chauves-souris telles que pipistrelle ou oreillard qui consomment de grandes quantités de larves ou de papillons.
Bon à savoir : le forficule (ou perce-oreille) et de nombreuses araignées chasseuses sont des prédateurs des œufs et larves du carpocapse.

### Les nématodes
Des nématodes Steinernema feltiae prédateurs des stades hivernants du carpocapse au sol, peuvent être achetés et pulvérisés sur le tronc et au pied de votre pommier. Si les conditions d'humidité et de température sont favorables, ces nématodes peuvent normalement élire résidence dans votre jardin et réaliser un contrôle sur le long terme des populations de carpocapse.

### Le sucre
La pulvérisation de sucres (fructose et saccharose) à très faibles doses (1 à 10 g pour 100 litres d'eau) protège les arbres et légumes contre bien des agressions. C’est ce que montrent les travaux de Sylvie Derridj (Inra de Versailles) exposés les 8 et 9 décembre 2009 à Paris, lors des journées techniques nationales consacrées aux fruits et légumes bio.
Le saccharose peut réduire jusqu’à 40 % les dégâts dus au carpocapse en verger.

## Informatique
L'App Store alternatif non officiel développé par Jay “Saurik” Freeman sur iOS porte le nom de genre du Carpocapse : Cydia. Il s'agit d'une référence au nom de la maison-mère de l'iPhone, Apple, dont le nom veut dire pomme en anglais.